# امیرارسلان نامدار (فیلم ۱۳۴۵)
امیرارسلان نامدار فیلمی به کارگردانی و نویسندگی اسماعیل کوشان محصول سال ۱۳۴۵ است.

## خلاصه داستان
امیرارسلان (محمدعلی فردین) با دیدن تصویری از فرخ‌لقا (فرزانه)، دختر پطرس شاه (منوچهر نوذری) دلشیفته او می‌شود.

## بازیگران
- محمدعلی فردین
- فرزانه
- منوچهر نوذری
- پریسا
- حسین محسنی
- جمشید مهرداد
- حسین امیرفضلی
- محمدتقی کهنمویی
- ابراهیم کوشان
- صابر آتشین
- کوروش کوشان
- حبیب
- ماشین چیان
- حسین طلوعی
- رضا عارفان
- عبدالعلی منجم
- علی بنایی
- حسین مقبلی
- هوشنگ
- علی عطاردی
- اسفندیار یزدی
- حسین حسین پور
- مرتضی حدیقی
- طاهره غفاری